# U-402
| U-402                      | U-402                                                          | U-402                                                          |
| -------------------------- | -------------------------------------------------------------- | -------------------------------------------------------------- |
|                            |                                                                |                                                                |
|                            |                                                                |                                                                |
|                            |                                                                |                                                                |
| Під прапором               | Третій рейх                                                    | Третій рейх                                                    |
| Спуск на воду              | 28 грудня 1940 року                                            | 28 грудня 1940 року                                            |
| Виведений зі складу флоту  | 13 жовтня 1943 року                                            | 13 жовтня 1943 року                                            |
| Сучасний статус            | затоплений                                                     | затоплений                                                     |
| Проєкт                     |                                                                |                                                                |
| Тип ПЧ                     | Торпедний ДПЧ                                                  | Торпедний ДПЧ                                                  |
| Основні характеристики     |                                                                |                                                                |
| Швидкість (надводна)       | 17,7 вузлів                                                    | 17,7 вузлів                                                    |
| Швидкість (підводна)       | 7,6 вузлів                                                     | 7,6 вузлів                                                     |
| Робоча глибина занурення   | 100 м                                                          | 100 м                                                          |
| Гранична глибина занурення | 220 м                                                          | 220 м                                                          |
| Екіпаж                     | 44 осіб                                                        | 44 осіб                                                        |
| Розміри                    |                                                                |                                                                |
| Довжина найбільша (по КВЛ) | 67,1 м                                                         | 67,1 м                                                         |
| Ширина корпусу найб.       | 6,2 м                                                          | 6,2 м                                                          |
| Висота                     | 9,6 м                                                          | 9,6 м                                                          |
| Середня осадка (по КВЛ)    | 4,70 м                                                         | 4,70 м                                                         |
| Водотоннажність надводна   | 769 т                                                          | 769 т                                                          |
| Озброєння                  |                                                                |                                                                |
| Артилерія                  | одна палубна гармата калібру 88-мм, одна 20-мм зенітна гармата | одна палубна гармата калібру 88-мм, одна 20-мм зенітна гармата |
| Торпедно- мінне озброєння  | 4 носових і один кормовий ТА. 14 торпед                        | 4 носових і один кормовий ТА. 14 торпед                        |

U-402 — німецький підводний човен типу VIIC, часів Другої світової війни.
Замовлення на будівництво човна було віддане 23 вересня 1939 року. Човен був закладений на верфі суднобудівної компанії Danziger Werft, у Данцигу 22 квітня 1940 року під заводським номером 103, спущений на воду 28 грудня 1940 року, 21 травня 1941 року увійшов до складу 3-ї флотилії. Єдиним командиром човна був капітан-лейтенант барон Зігфрід фон Форстнер.
Човен зробив 8 бойових походів, в яких потопив 14 (загальна водотоннажність 70 434 брт), у тому числі 1 військовий корабель (602 т) та пошкодив 3 судна (загальна водотоннажність 28 682 брт).
Потоплений 13 жовтня 1943 року у Північній Атлантиці північніше Азорських островів (48°56′ пн. ш. 29°41′ зх. д. / 48.933° пн. ш. 29.683° зх. д.) торпедою з двох «Евенджерів» з ескортного авіаносця ВМС США «Кард». Всі 50 членів екіпажу загинули.

## Потоплені та пошкоджені кораблі[3]
| Назва             | Тип               | Належність      | Дата             | Тоннаж (БРТ) | Вантаж                                                                               | Статус     | Місце                                                       |
| Llangibby Castle  | пасажирське судно | Велика Британія | 16 січня 1942    | 11 951       |                                                                                      | пошкоджено | 46°04′ пн. ш. 19°06′ зх. д. / 46.067° пн. ш. 19.100° зх. д. |
| Empire Progress   | вантажне судно    | Велика Британія | 13 квітня 1942   | 5 249        | Баласт                                                                               | потоплено  | 40°29′ пн. ш. 52°35′ зх. д. / 40.483° пн. ш. 52.583° зх. д. |
| Ашхабад           | вантажне судно    | СРСР            | 30 квітня 1942   | 5 284        | Баласт                                                                               | потоплено  | 34°19′ пн. ш. 76°31′ зх. д. / 34.317° пн. ш. 76.517° зх. д. |
| USS Cythera       | патрульна яхта    | США             | 2 травня 1942    | 602          |                                                                                      | потоплено  | 33°15′ пн. ш. 75°26′ зх. д. / 33.250° пн. ш. 75.433° зх. д. |
| Empire Sunrise    | вантажне судно    | Велика Британія | 2 листопада 1942 | 7 459        | 10 000 т сталі та лісоматеріалів                                                     | пошкоджено | 51°50′ пн. ш. 46°25′ зх. д. / 51.833° пн. ш. 46.417° зх. д. |
| Dalcroy           | вантажне судно    | Велика Британія | 2 листопада 1942 | 4 558        | 1809 т сталі та 2044 стандартних лісоматеріалів                                      | потоплено  | 52°30′ пн. ш. 45°30′ зх. д. / 52.500° пн. ш. 45.500° зх. д. |
| Rinos             | вантажне судно    | Греція          | 2 листопада 1942 | 4 649        | 6151 т генеральних вантажів                                                          | потоплено  | 52°30′ пн. ш. 45°30′ зх. д. / 52.500° пн. ш. 45.500° зх. д. |
| Empire Leopard    | вантажне судно    | Велика Британія | 2 листопада 1942 | 5 676        | 7410 т цинкового концентрату та військового спорядження                              | потоплено  | 52°26′ пн. ш. 45°22′ зх. д. / 52.433° пн. ш. 45.367° зх. д. |
| Empire Antelope   | вантажне судно    | Велика Британія | 2 листопада 1942 | 4 945        | 5560 т генеральних вантажів                                                          | потоплено  | 52°26′ пн. ш. 45°22′ зх. д. / 52.433° пн. ш. 45.367° зх. д. |
| Toward            | вантажне судно    | Велика Британія | 7 лютого 1943    | 1 571        |                                                                                      | потоплено  | 55°13′ пн. ш. 26°22′ зх. д. / 55.217° пн. ш. 26.367° зх. д. |
| Robert E. Hopkins | танкер            | США             | 7 лютого 1943    | 6 625        | 66 000 баррелей мазуту                                                               | потоплено  | 55°13′ пн. ш. 26°22′ зх. д. / 55.217° пн. ш. 26.367° зх. д. |
| Daghild           | танкер            | Норвегія        | 7 лютого 1943    | 9 272        | 13 000 т дизельного палива та палубний вантаж британське десантне судно HMS LCT-2335 | пошкоджено | 55°25′ пн. ш. 26°12′ зх. д. / 55.417° пн. ш. 26.200° зх. д. |
| Afrika            | вантажне судно    | Велика Британія | 7 лютого 1943    | 8 597        | 5000 т сталі та 6457 т генеральних вантажів                                          | потоплено  | 55°16′ пн. ш. 26°31′ зх. д. / 55.267° пн. ш. 26.517° зх. д. |
| Henry R. Mallory  | пасажирське судно | США             | 7 лютого 1943    | 6 063        | Вантажівки, танки, одяг, провіант, сигарети та 610 мішків пошти                      | потоплено  | 55°18′ пн. ш. 26°29′ зх. д. / 55.300° пн. ш. 26.483° зх. д. |
| Calliopi          | вантажне судно    | Греція          | 7 лютого 1943    | 4 965        | 6500 т сталі та пиломатеріалів                                                       | потоплено  | 55°27′ пн. ш. 26°08′ зх. д. / 55.450° пн. ш. 26.133° зх. д. |
| Newton Ash        | вантажне судно    | Велика Британія | 8 лютого 1943    | 4 625        | 6500 т зерна, військових матеріалів та пошти                                         | потоплено  | 56°25′ пн. ш. 22°26′ зх. д. / 56.417° пн. ш. 22.433° зх. д. |
| Antigone          | вантажне судно    | Велика Британія | 11 травня 1943   | 4 545        | 7800 т зерна, 255 т генеральних вантажів та 250 вантажівок                           | потоплено  | 40°30′ пн. ш. 32°30′ зх. д. / 40.500° пн. ш. 32.500° зх. д. |
| Grado             | вантажне судно    | Норвегія        | 11 травня 1943   | 6 625        | 1000 т сталі та 3000 т пиломатеріалів                                                | потоплено  | 40°30′ пн. ш. 32°30′ зх. д. / 40.500° пн. ш. 32.500° зх. д. |